# Lenny Dee

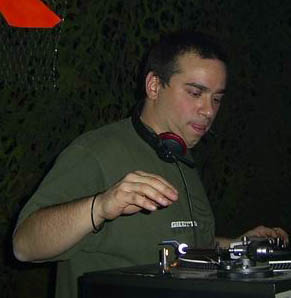
DJ Lenny Dee am 28. Dezember 2002 in Augsburg

Lenny Dee (Leonardo DiDesiderio) ist ein italienisch-US-amerikanischer Hardcore-Techno-Produzent und DJ und als solcher auch einer der maßgeblichen Wegbereiter des Genres.

## Werdegang
Bereits 1984 begann er damit, als DJ zu arbeiten. Im Laufe der Jahre veröffentlichte er diverse Platten, unter anderem auch zusammen mit der Technolegende Frankie Bones.
Im Jahre 1989 wandelte sich Lennys Bekanntheit vom kleinen New Yorker DJ zum weltweit angesehenen Produzenten und DJ. Im Laufe der 1990er wurde er mehrmals zum „Best Worldwide Techno DJ“ und zum „DJ of the Year“ gekürt.
Er hat auf allen bekannten Veranstaltungen gespielt: Seien es die Mayday, die Love Parade oder auf diversen Street Parades.
Lenny Dee gründete 1991 das Hardcore-Techno-Label Industrial Strength Records.
Ende 1997/Anfang 1998 war er in Deutschland in einem TV-Werbespot für den „Magix Artist Pool – Lenny Dee“ zu sehen, um für seine Sample-CD-ROM zu werben. In dem Spot, in dem sein Track „Forgotten Moments“ (1997) verwendet wurde, legt Lenny als DJ vor mehreren Clubbesuchern seine Platte(n) auf.